# ژودکس (فیلم ۱۹۱۶)
ژودکس (فرانسوی: Judex‎) یک فیلم سریالی صامت در ۱۲ اپیزود (به‌همراه یک مقدمه و یک پایان‌بندی) به کارگردانی لویی فویاد محصول سال ۱۹۱۶ است که بر اساس قهرمان خیالیِ عامه‌پسندی به نام ژودکس آفریدهٔ مشترک او و آرتور برند ساخته شد. از بازیگران آن می‌توان به موزیدورا و گاستون میشل اشاره کرد.